# Пантелеј (Кочани)
Пантелеј (мкд. Пантелеј) је насеље у Северној Македонији, у источном делу државе. Пантелеј је у саставу општине Кочани.

## Географија
Пантелеј је смештен у источном делу Северне Македоније. Од најближег града, Кочана, насеље је удаљено 15 km северозападно.
Насеље Пантелеј се налази у историјској области Кочанско поље. Насеље је положено северно од поља, на југозападним падинама Осоговске планина. Надморска висина насеља је приближно 780 метара.
Месна клима је планинска због знатне надморске висине.

## Историја
У месту је радила српска народна школа 1867-1876. године. Након прекида, обновљена је 1898. године.

## Становништво
Пантелеј је према последњем попису из 2002. године имали 64 становника.
Претежно становништво у насељу су етнички Македонци (100%).
Већинска вероисповест месног становништва је православље.